# Eurya trichocarpa
Eurya trichocarpa är en tvåhjärtbladig växtart som beskrevs av Pieter Willem Korthals. Eurya trichocarpa ingår i släktet Eurya och familjen Pentaphylacaceae. Inga underarter finns listade i Catalogue of Life.